# Philonotis flaccidifolia
Philonotis flaccidifolia är en bladmossart som beskrevs av Jean Édouard Gabriel Narcisse Paris 1897. Philonotis flaccidifolia ingår i släktet källmossor, och familjen Bartramiaceae. Inga underarter finns listade i Catalogue of Life.